# Leendert Verwaij
Leendert Verwaij es un deportista neerlandés que compitió en taekwondo. Ganó una medalla de plata en el Campeonato Europeo de Taekwondo de 1990, en la categoría de –83 kg.

## Palmarés internacional
| Campeonato Europeo | Campeonato Europeo | Campeonato Europeo | Campeonato Europeo |
| Año                | Lugar              | Medalla            | Categoría          |
| ------------------ | ------------------ | ------------------ | ------------------ |
| 1990               | Århus (Dinamarca)  | Medalla de plata   | –83 kg             |